# Карл Бернштейн
Карл Бернстін (Бернштейн, Бернштайн) (англ. Carl Bernstein, 14 лютого 1944, Вашингтон, США). Американський журналіст і письменник. Один з найвідоміших у США журналістів-розслідувачів. Поряд з Бобом Вудвордом в газеті «The Washington Post», зробив більшість найважливіших новин з викриття Вотергейтського скандалу. Завдяки йому, держава провела чимало досліджень, які в підсумку призвели до відставки президента Річарда Ніксона. За роль у порушенні скандалу, Бернштейн отримав безліч нагород, разом з Бобом Вудвордом у 1973 році отримав Пулітцерівську премію за свої репортажі про висвітлення Вотергейтського скандалу в газеті «The Washington Post».

## Молодість та кар'єра
Бернштейн народився у Вашингтоні, округ Колумбія, в сім'ї Сільвії та Альфреда Бернштейна. Він навчався в Середній школі Монтгомері Блера в Сільвер-Спрінг у Меріленді, працював у школьній газеті Silver Chips. Свою журналістську кар'єру він почав у 16 років, коли влаштувався розсильним при редакції «The Washington Post». У 1965 році Бернштейн переїжджає, щоб стати репортером для журналу «Elizabeth Daily» в Нью-Джерсі.
Він виграв перший приз в прес-асоціації Нью-Джерсі для журналістських розслідувань, художнього письма та новин. В 1966 році Бернстайн покинув Нью-Джерсі і почав писати звітности для «The Washington Post», де він висвітлював кожен аспект місцевих новин і став відомий як один із найкращих стилістів.
Бернштейн писав для таких відомих газет та журналів — Vanity Fair, Time, USA Today, Rolling Stone або The New Republic.
У червні 1972 він об'єднався з колегою Бобом Вудвордом, досліджували арешт п'яти грабіжників у відділеннях Національного комітету Демократичної партії в офісному комплексі Вотергейт. За роль в порушенні скандалу, Бернштейн отримав безліч нагород, він і Вудворд отримали Пулітцерівську премію в 1973 році за свої репортажі про висвітлення Вотергейтського скандалу в «The Washington Post».
Бернштейн написав дві книги про справу Вотергейт «Вся президентська рать» («All the President's Men») та «Останні дні»(«The Final Days»). В екранізації «Вся президентська рать», Бернштейна зіграв Дастін Гоффман. Карл Бернштейн покинув "The Washington Post" в 1976, щоб продовжити незалежну письменницьку кар'єру. Він видав книги о своїх батьках, які були комуністами - "Вірність. Спогади сина", про Папу Римського Іоанна Павла II - "Його Святість" і національний бестселер - «Відповідальна Жінка: Життя Гілларі Родем Клінтон».

## Особисте життя
Карл Бернштейн був одружений тричі, спочатку на колезі в "The Washington Post" Керол Нонсо/(Carol Honsa), потім на сценаристі і режисері Норі Ефрон/(Nora Ephron) з 1976 по 1980, а з 2003 року одружений з моделлю Крістін Квебек/(Christine Kuehbeck).
Під час його шлюбу з Норою Ефрон Бернштейн зустрів Маргарет Джей, дочку британського прем'єр-міністра Джеймса Каллагана. У 1979 стало відомо про їх позашлюбні відносини. У той час у Бернштейна і його другої дружини, Нори Ефрон, вже було немовля Джейкоб, і вона була вагітна їх другим сином Максом. У 1979, коли вона дізналася про зраду свого чоловіка, Ефрон народила Макса передчасно. Після розірвання шлюбу, вони розділили спільну опіку своїх синів. Старший, Джейкоб, вибрав професію журналіста і пише для «The New York Times» і "The Daily Beast". Макс — успішний рок-музикант, заснував декілька власних груп і випустив альбоми. Зараз гітарист у поп-зведи Kesha.

## Вотергейтський скандал
17 червня 1972 Бернштейну доручили з Бобом Вудвордом розслідувати взлом в Вотергейтському офісному комплексі.
У штабі кандидата в президенти від Демократичної партії Джорджа Макговерна, розташованому у вашингтонському комплексі «Вотергейт», проникли 5 чоловік, які назвали себе слюсарями. Насправді, вони займалися налаштуванням підслуховуючої апаратури і, за деякими даними, фотографували внутрішні документи штабу демократів.
При встановленні осіб з'ясувалося, що один із заарештованих, Джеймс Маккорд, — співробітник виборчого комітету президента Річарда Ніксона, а в недавньому минулому — співробітник ЦРУ. Решта четверо були кубинськими іммігрантами з Маямі.
Розслідування справи, в якому слюсарі намагалися видати себе за звичайних людей, доручили спеціально створеній групі ФБР, керівництво якої довірили заступнику директора Федерального бюро Марку Фелту. Розслідування тривало більше двох років. Журналісти з газети "The Washington Post" Боб Вудворд і Карл Бернштейн регулярно писали про цей інцидент, посилаючись на свого таємного інформатора.
У ряді розслідувань, що проводилися Бернштейном і Вудвордом, в кінцевому рахунку призвели до зв'язку зломщиків з крупним фондом хабарів і президентом Ніксоном. З'ясувалося, що на гроші передвиборного штабу президента Ніксона, Білий дім створив групу для шпигунства за своїми супротивниками, що діяла за підтримки ЦРУ. Те, що скандал все-таки прийняв національні масштаби, стало результатом активності двох репортерів "The Washington Post" Карла Бернштейна і Боба Вудворта.
У 1974 році, через два роки після Вотергейтського скандалу і за два місяці до відставки Ніксона, Бернштейн і Вудворд випустили книгу "Вся президентська рать". У книзі були зібрані матеріали і розслідування, накопичені в процесі написання статей про скандал.Тут добре показано, скільки сил було витрачено, щоб роздобути найгучнішу політичну новину XX-го століття. У 1975 році був знятий фільм за книгою, де Дастін Гоффман зіграв Бернштайна. Друга книга — «Останні дні» була опублікована в 1976 році, вона описувала останні дні Ніксона по посту президента.

## Кар'єра і досягнення
Бернштейн залишив «The Washington Post» у 1977 році і почав розслідувати таємні відносини між ЦРУ і американських ЗМІ під час холодної війни. Після року досліджень, він написав статтю, яка була опублікована в 25000 слів у часописі «Rolling Stone».
Потім він почав працювати на ABC News. Між 1980 і 1984, Бернштейн був начальником Вашингтонського бюро мережі і старшим кореспондентом. У 1982, для Nightline ABC, Бернштейн першим повідомив, що під час ізраїльського вторгнення в Ліван, Аріель Шарон «обдурив кабінет про реальний намір операції — щоб вигнати палестинців з Лівану, (ні як він стверджував) просто встановити 25-кілометрову зону безпеки на північ від кордону».
Після вторгнення Іраку до Кувейту в 1990, Бернштейн поїхав в Ірак, щоб описати події для журналу «Time». За кілька тижнів до війни у Перській затоці,  Бернштейн показав невдоволення і ненависть народу, яку відчувають проти Саддама Гуссейна в Іраку. Він був згодом висланий з країни і відправився до Єгипту.
У 1992 Бернштейн почав працювати над темою о розголошені союзу між Папою Римським Іваном Павлом II і президентом Рональдом Рейганом. Пізніше, поряд з експертом Ватикану Марко Політі, він видав папську біографію під назвою «Своя Святість»/(His Holiness). Бернштейн написав у книзі 1996 року, що роль Папи Римського в підтримці солідарності в його рідній Польщі і завдяки його геополітичної спритності, об'єднаної з величезним духовним впливом, була основним фактором у катастрофі комунізму в Європі.
У 1992 Бернстайн написав статтю для журналу «New Republic», де пред'являє обвинувачення сучасній журналістиці в її сенсаційності, де плітки важніше за реальні новини. Стаття була названа "Идиотская культура"/(The Idiot Culture).
Нова книга Бернштейна  — біографія Гілларі Клінтон «Відповідальна Жінка: Життя Гілларі Родем Клінтон»/(A Woman In Charge: The Life of Hillary Rodham Clinton) була видана А. Нопфом 5 червня 2007 і стала національним бестселером.
Бернштейн — частий гість і аналітик на програмах і телевізійних новинах. Останній раз написав статті для «Newsweek» і «Daily Beast», порівнявши скандал прослуховування телефонів «News of the World» Руперта Мердока з Уотергейтом.